# Museo de Kargul y Pawlak

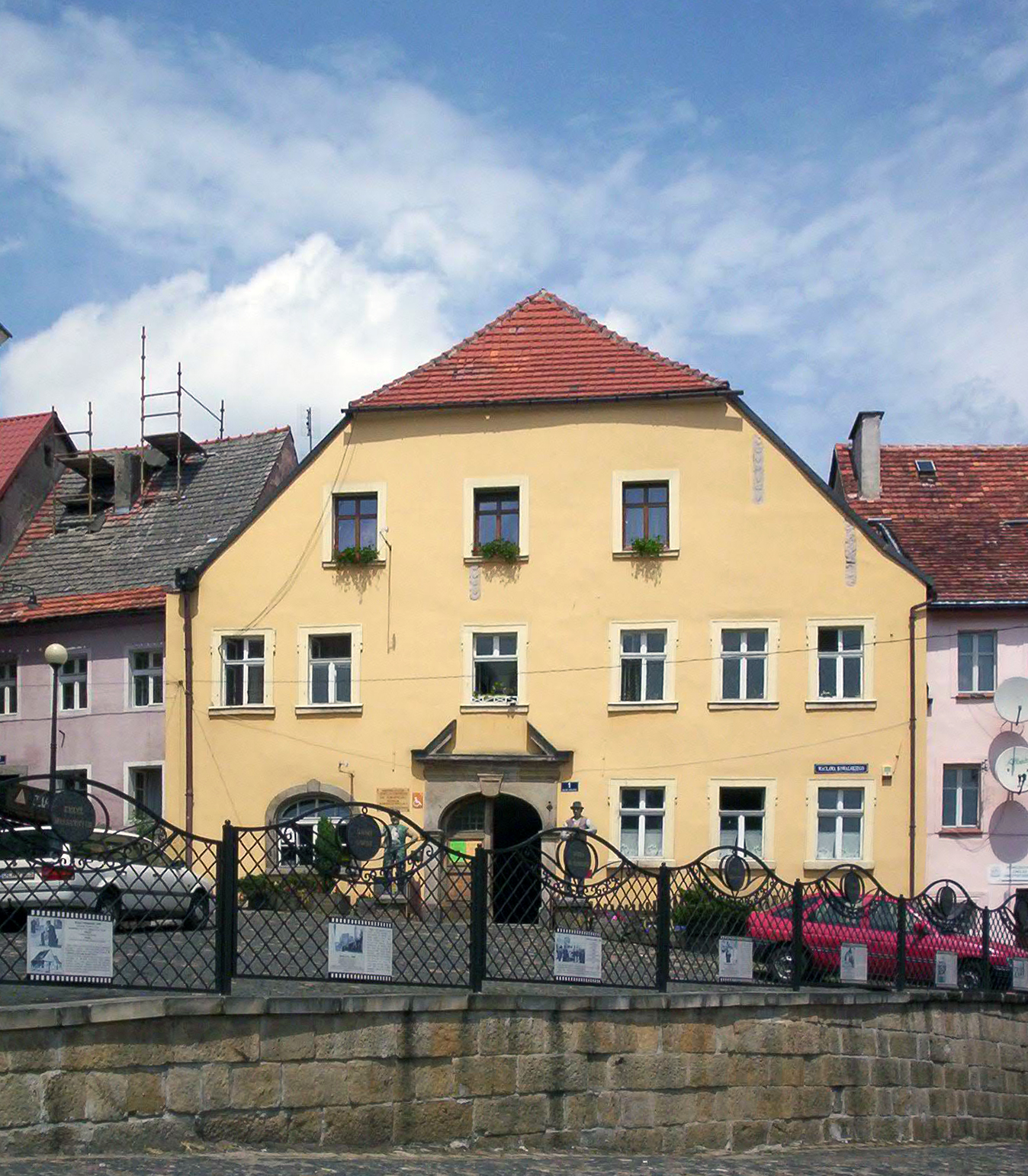
Museo de Kargul y Pawlak

El Museo de Kargul y Pawlak en Lubomierz está situado en Lubomierz, en la calle Wacława Kowalskiego 1. Se encuentra en la antigua Casa de los Lenceros, un edificio con origen en el siglo XVI.

## Descripción
En 1992 se publicó en Lubomierz el primer número del periódico local Sami swoi, y los redactores comenzaron a coleccionar recuerdos relacionados con el pasado cinematográfico de la ciudad. El museo se creó en 1995 por iniciativa de los habitantes de la ciudad, con el apoyo del entonces alcalde.
El museo se encuentra cerca de la plaza de Lubomierz, llamada Plaza de la Libertad (polaco: Plac Wolności), una localización que aparece varias veces en la película Sami swoi. Las salas del museo se encuentran en la planta baja de uno de los edificios más antiguos de la ciudad, la llamada Casa de los Lenceros, que desde el siglo XVI fue la sede del Gremio de Lenceros. Este edificio presenta ricas cualidades arquitectónicas que constituyen una atracción turística.
Frente al Museo hay un Callejón del Cine, que formalmente no forma parte del Museo, aunque a su vez es una prolongación de su exposición. Contiene placas conmemorativas dedicadas a personas del cine relacionadas no sólo con la película Sami swoi, sino también con otras producciones cinematográficas realizadas en Lubomierz. Frente a la entrada del Museo, se colocaron dos estatuas de los personajes principales: Władysław Kargul y Kazimierz Pawlak, así como un indicador con direcciones y distancias a importantes ciudades del mundo, incluyendo Hollywood.

## Colección

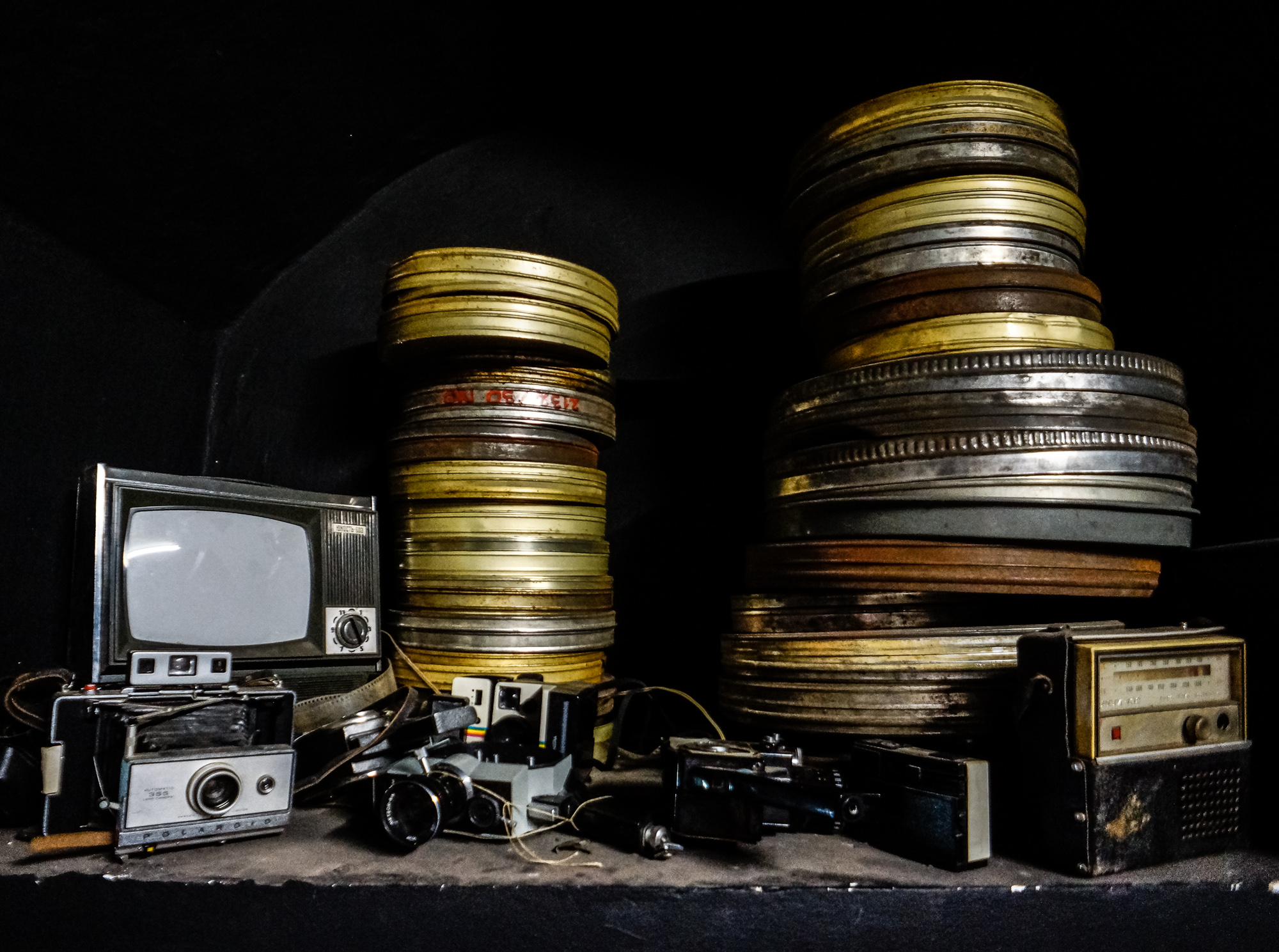
Exposición cinematográfica en el Museo

El Museo de Kargul y Pawlak acumula diversos recuerdos relacionados con la comedia de culto de Sylwester Chęciński, sobre todo la utilería empleada en el rodaje de la película. Entre el atrezo se encuentran, por ejemplo, un fusil con la cerradura suelta, una granada para un traje festivo y un fragmento de la valla frente a la que discutían los protagonistas. Otros objetos únicos expuestos son: un contrato con el suplente de Władysław Hańcza: Józef Jakubowski, y la primera copia de Sami swoi de la que se reprodujo la película durante su estreno en 1967.